# Lasioglossum zamelanum
Lasioglossum zamelanum är en biart som först beskrevs av Cockerell 1930.  Lasioglossum zamelanum ingår i släktet smalbin, och familjen vägbin. Inga underarter finns listade i Catalogue of Life.